# Крушельницкая, Саломея Амвросиевна
Саломе́я (или Соломи́я) Амвро́сиевна Крушельни́цкая (укр. Соломія Амвросіївна Крушельницька, 11 [23] сентября 1872,Белявинцы — 16 ноября 1952, Львов) — украинская оперная певица, педагог. Заслуженный деятель искусств Украинской ССР (1951).

## Биография

### Детство
Саломея Крушельницкая родилась 11 (23) сентября 1872 года в Галиции (Австро-Венгрия), в селе Белявинцы (ныне в Тернопольской области Украины), в семье греко-католического священника Амвросия Крушельницкого (1841—1902) и его жены Теодоры Марии (1844—1907). Происходит из благородного и старинного рода. Её дед Григорий Савчинский (1804—1888), украинский церковный и общественный деятель, писатель. Её младшая сестра — Анна — также стала оперной певицей.
В 1873 году семья несколько раз переезжала: сначала в Осовцы, потом в Старые Петликовцы, некоторое время семья Крушельницких жила в предгорьях Восточных Бескид — в селе Тисове на Станиславщине. В 1878 году они перебрались в деревню Белая недалеко от Тернополя, откуда уже никуда не переезжали.
Петь Саломея начала с юных лет. Она знала очень много народных песен, которые изучала непосредственно у селян. О детских годах Саломеи Крушельницкой вспоминает Мария Михайловна Цибульская — знакомая Крушельницких:
У нас помнят молодую Саломею, как она вечерами пела в компании девушек где-то в садике или на площади. Уже тогда голос её был сильный, красивый и очень отличался от других.

### Обучение в Тернопольской гимназии
Основы музыкальной подготовки Саломея получила в Тернопольской гимназии, экзамены в которой сдала экстерном. Здесь она сблизилась с музыкальным кружком гимназистов, членом которого был также Денис Сичинский — в дальнейшем известный композитор, первый в Галиции музыкант-профессионал.
В 1883 году на Шевченковском концерте в Тернополе состоялось первое прилюдное выступление Саломеи, которая пела в хоре общества «Руська бесида». На одном из концертов этого хора 2 августа 1885 года присутствовал Иван Франко, который вместе с украинскими, российскими и болгарскими студентами, композитором О. Нижанковским и художником и поэтом К. Устияновичем путешествовал по стране.

### Обучение во Львовской консерватории
В 1891 году Саломея поступила во Львовскую консерваторию Галицкого музыкального общества, где училась по классу фортепиано и оперного пения. Во время обучения состоялось её первое сольное выступление: 13 апреля 1892 года, певица исполнила главную партию в оратории Г. Ф. Генделя «Мессия». В 1893 году Саломея Амвросиевна с медалью окончила Львовскую консерваторию. В консерваторском дипломе С. Крушельницкой было написано:
Этот диплом получает панна Саломея Крушельницкая как свидетельство художественного образования, добытого образцовой старательностью и чрезвычайными успехами, особенно на публичном конкурсе 24 июня 1893 г., за которые была отмечена серебряной медалью…

### На оперной сцене
Осенью 1893 года Саломея уехала на учёбу в Милан (Италия) к профессору Фаусте Креспи. Уже со следующего 1894 года она дебютирует во Львовской опере, завоёвывая симпатии зрителей.
Во второй половине 1890-х годов начались её триумфальные выступления на сценах театров мира: с 1896 — Италии, а также во Львове, в Кракове, Одессе, 1898—1902 — в Варшаве, с 1902 — в лучших театрах Европы, Америки и Африки (Испании, Франции, Португалии, России, Польши, Австрии, Египта, Аргентины и Чили). Саломея исполняла партии в операх «Аида» и «Трубадур» Д. Верди, «Фауст» Ш. Гуно, «Зачарованный замок» («Страшный двор») С. Монюшко, «Африканка» Д. Мейербера, «Манон Леско» и «Чио-Чио-сан» («Мадам Баттерфляй») Д. Пуччини, «Кармен» Ж. Бизе, «Электра» Р. Штрауса, «Евгений Онегин» и «Пиковая дама» П. Чайковского и других.
В 1896 году Крушельницкая гастролирует в Кремоне, Кракове, Триесте. С 1896 по март 1897 года в составе итальянской труппы участвовала в тридцати пяти выступлениях в Одесском оперном театре. В этом же году гастролирует по Южной Америке, Бергамо, Парме. В 1902 году — гастроли в Париже. А в 1908 году — гастроли в Египте, где она поёт вместе с Пуччини. По приглашению королевы Италии певица принимает участие в концерте в 1925 году, а позже с 1927 по 1928 год совершает большое турне по США и Канаде.
В 1910 году С. Крушельницкая вступила в брак с известным итальянским адвокатом, мэром Виареджо Чезаре Риччони, который был тонким знатоком музыки и эрудированным аристократом. Они сочетались браком в одном из храмов Буэнос-Айреса. После бракосочетания Чезаре и Саломея поселились в Виареджо (Италия). Здесь Саломея купила виллу, которую назвала «Саломе».
В 1920 году Крушельницкая в зените славы оставляет оперную сцену, выступив в последний раз в Неаполе в любимых операх «Лоэнгрин» Р. Вагнера и «Лорелея» А. Каталани. Дальнейшую свою жизнь Саломея посвятила камерной концертной деятельности, исполняя песни на восьми языках. Совершила турне по Украине, Европе, Америке. В 1894 — 1923 годах она почти каждый год выступала с концертами во Львове, Тернополе, Стрые, Бережанах, Збараже, Черновцах и других городах Галиции. Её связывали крепкие узы дружбы с И. Франко, М. Павликом, О. Кобылянской, Н. Лысенко, Д. Сичинским и многими другими деятелями Галиции и Приднепровья.
Особое место в творческой деятельности певицы занимали концерты, посвящённые памяти Т. Г. Шевченко и И. Я. Франко. Для участия в этих концертах она часто приезжала на Западную Украину.
В 1929 году в Риме состоялся последний гастрольный концерт С. А. Крушельницкой.
В 1938 году умер муж Крушельницкой Чезаре Риччони. В августе 1939 года певица посетила Галицию и из-за начала Второй мировой войны не смогла вернуться в Италию. После присоединения в ноябре 1939 года Западной Украины к СССР, дом артистки во Львове был национализирован, ей осталась четырёхкомнатная квартира, в которой певица жила с сестрой Анной. Во время немецкой оккупации Львова С. Крушельницкая очень бедствовала, поэтому давала частные уроки вокала.
В послевоенный период С. Крушельницкая начала работать во Львовской государственной консерватории им. Н. В. Лысенко. Однако её преподавательская деятельность, едва начавшись, чуть было не закончилась. Во время «чистки кадров от националистических элементов» ей инкриминировали отсутствие консерваторского диплома. Позднее диплом был найден в фондах городского исторического музея.
Живя и преподавая в Советском Союзе, Крушельницкая, несмотря на многочисленные обращения, долгое время не могла получить советское гражданство, оставаясь подданной Италии. Наконец, написав заявление о передаче своей итальянской виллы и всего имущества советскому государству, Крушельницкая стала гражданкой СССР. Виллу тут же продали, компенсировав владелице мизерную часть от её стоимости.
В 1951 году Саломее Крушельницкой присвоили звание заслуженного деятеля искусств УССР, а в октябре 1952 года, за месяц до кончины, Крушельницкая получила звание профессора.
16 ноября 1952 года Саломея Крушельницкая умерла. Её похоронили во Львове на Лычаковском кладбище рядом с могилой друга и наставника — Ивана Франко.

## «Мадам Баттерфляй»
17 февраля 1904 года в миланском театре «Ла Скала» Джакомо Пуччини представил свою новую оперу «Мадам Баттерфляй». Несмотря на участие певцов Розины Сторкио, Джованни Дзенателло, Джузеппе де Луки, спектакль провалился.
После этого Пуччини переработал оперу, и 29 мая на сцене театра «Гранде» в Брешиа состоялась премьера новой редакции «Мадам Баттерфляй», в главной роли выступила Саломея Крушельницкая. На этот раз приём был совершенно иной. Аплодирующая публика семь раз вызывала артистов и композитора на сцену. После спектакля Пуччини послал Крушельницкой свой портрет с надписью: «Величайшейшей и очаровательнейшей Баттерфляй. Джакомо Пуччини. Торре 1904» («Alla più grande e deliziosa Butterfly — Giacomo Puccini. Torre '904».

## Память
- Сегодня имя С. А. Крушельницкой носят Львовский оперный театр, Львовская музыкальная средняя школа, Тернопольское музыкальное училище, восьмилетняя школа в селе Белая, улицы в Киеве (жилмассив «Позняки»), Львове, Ровно, Тернополе, Бучаче.
- В Зеркальном зале Львовского театра оперы и балета установлен бронзовый памятник Саломеи Крушельницкой. Ещё один памятник был открыт в 2010 г. в Тернополе (49°33′05″ с. ш. 25°35′41″ в. д.HGЯO).
- В родном селе С. Крушельницкой — Белявинцы есть её комната-музей.
- 1995 года состоялась премьера спектакля «Саломея Крушельницкая» (автор Б. Мельничук, И. Ляховский) в Тернопольском областном драматическом театре (ныне академический театр). От 1987 года в Тернополе проводят Конкурс имени Соломии Крушельницкой. Ежегодно во Львове проходит международный конкурс имени Крушельницкой; традиционными стали фестивали оперного искусства
- В 1982 году на киностудии им. А. Довженко режиссёром О. Фиалко был снят историко-биографический фильм «Возвращение Баттерфляй», посвящённый жизни и творчеству Саломеи Крушельницкой. Картина основана на реальных фактах жизни певицы и построена как её воспоминания. Партии Саломеи исполняет Гизела Ципола. Роль Саломеи в фильме исполнила Елена Сафонова.[5]
- В 1997 году к 125-летию со дня рождения певицы Национальный банк Украины выпустил памятную монету номиналом 2 гривны[6]. В том же году на Украине вышла почтовая марка, посвящённая С. Крушельницкой.
- 18 марта 2006 года на сцене Львовского Национального Академического театра Оперы и Балета имени С. Крушельницкой состоялась премьера балета Мирослава Скорика (с использованием музыки Джакомо Пуччини) «Возвращение Баттерфляй», базирующегося на фактах из жизни певицы.

## Галерея
- На почтовой марке Украины, посвящённой 125-летию со дня рождения (1997 год  (Mi #219))
- Юбилейная памятная монета, посвящённая 125-летию со дня рождения Саломеи Крушельницкой
- Памятник С. Крушельницкой в сквере имени Т. Г. Шевченко вТернополе на почтовой марке Украины (2015 год  (Mi #1495))

## Музыкально-мемориальный музей С. Крушельницкой
Решение о создании Музыкально-мемориального музея Саломеи Крушельницкой как отдела Львовского литературно-мемориального музея Ивана Франко было принято 13 февраля 1979 года за № 494 Исполнительным комитетом Львовского областного совета народных депутатов. В 1988 году было осуществлено отселение жильцов со второго этажа дома по тогдашней улице Чернышевского, 23. После ремонта и реставрации помещений была выстроена экспозиция музея, которая создавалась на основе тематико-экспозиционного плана, составленного работниками музея Ивана Франко и отрецензированного известными учёными-музыковедами. Торжественное открытие музея состоялось 1 октября 1989 года, однако ещё полтора года проводились реставрационные работы.
Музыкально-мемориальный музей С. Крушельницкой во Львове начал свою деятельность весной 1991 года сначала как отдел Львовского литературно-мемориального музея Ивана Франко, а в 1995 году стал самостоятельным государственным учреждением.
Основателем музея является Одарка Карловна Бандровская, племянница С. Крушельницкой, которая всю свою жизнь посвятила сохранению памяти и приумножению славы Саломеи Крушельницкой. Её архив стал основой экспозиции музея и является весомой частью всего фондового собрания. Большую ценность представляют экспонаты, переданные в музей исследователями творчества С. Крушельницкой Михаилом Головащенко и Иваном Деркачом.